# Anax empereur
Anax imperator
Espèce
Statut de conservation UICN

 LC  : Préoccupation mineure
L'anax empereur, Anax imperator, est une des plus grandes espèces de libellules d'Europe. Elle appartient à la famille des Aeshnidae.

## Description
Mesurant généralement 70 à 85 mm de long, son envergure peut atteindre 110 mm.
Son thorax est vert (uniformément vert de profil), l'abdomen du mâle adulte est bleu orné d'une bande noire dorsale, celui de la femelle est vert avec une bande noire également.

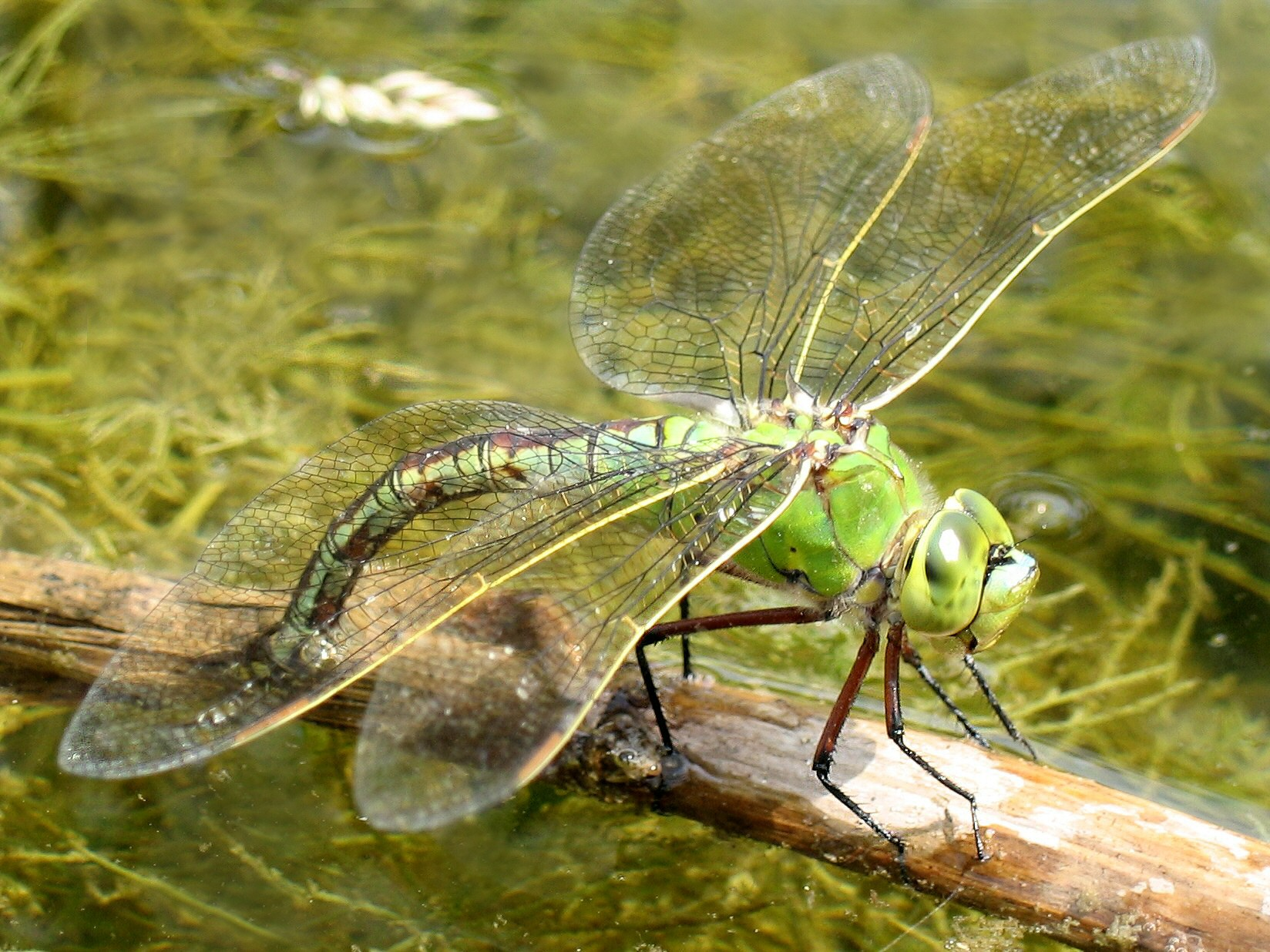
Femelle déposant ses œufs
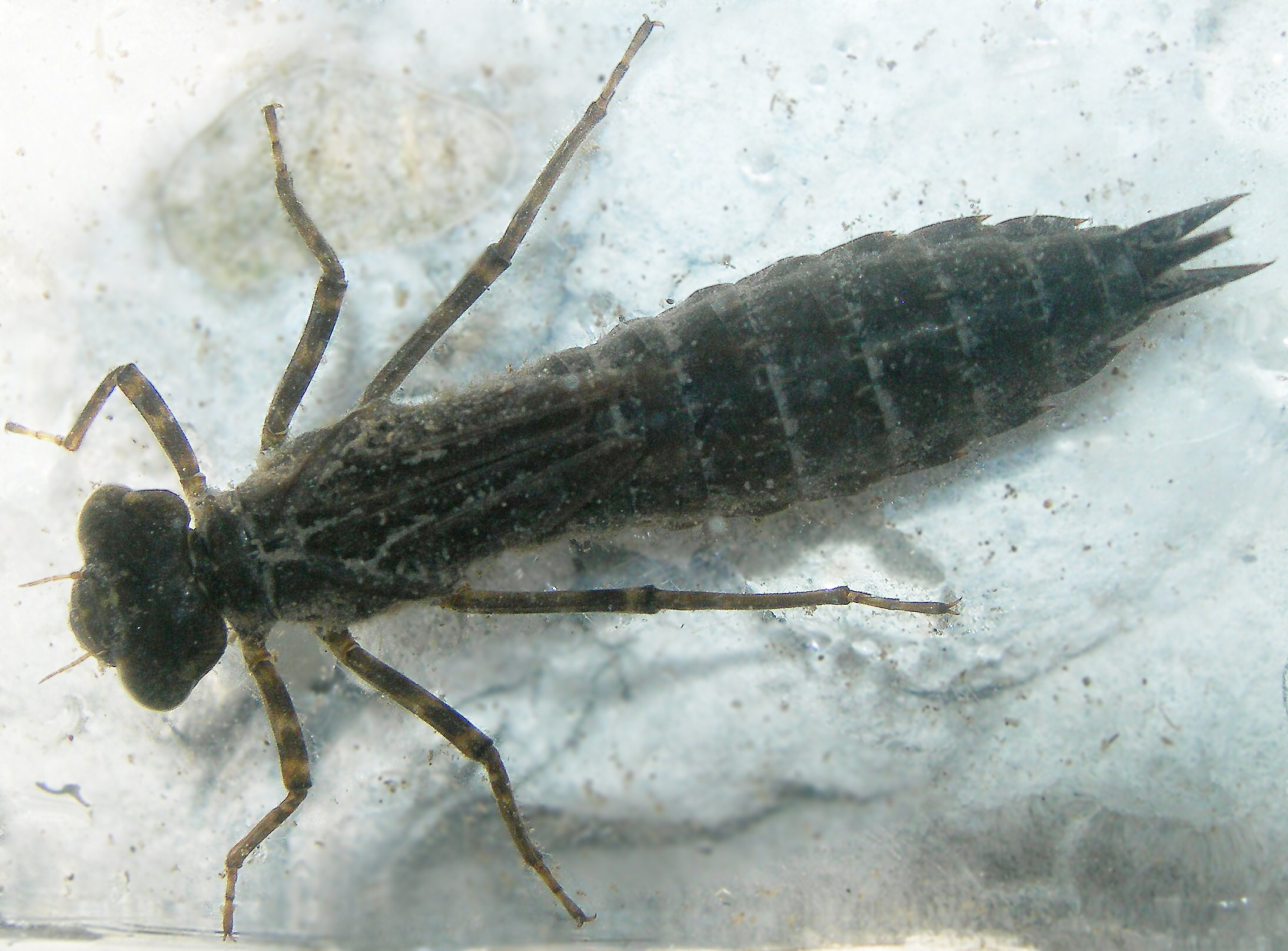
Larve
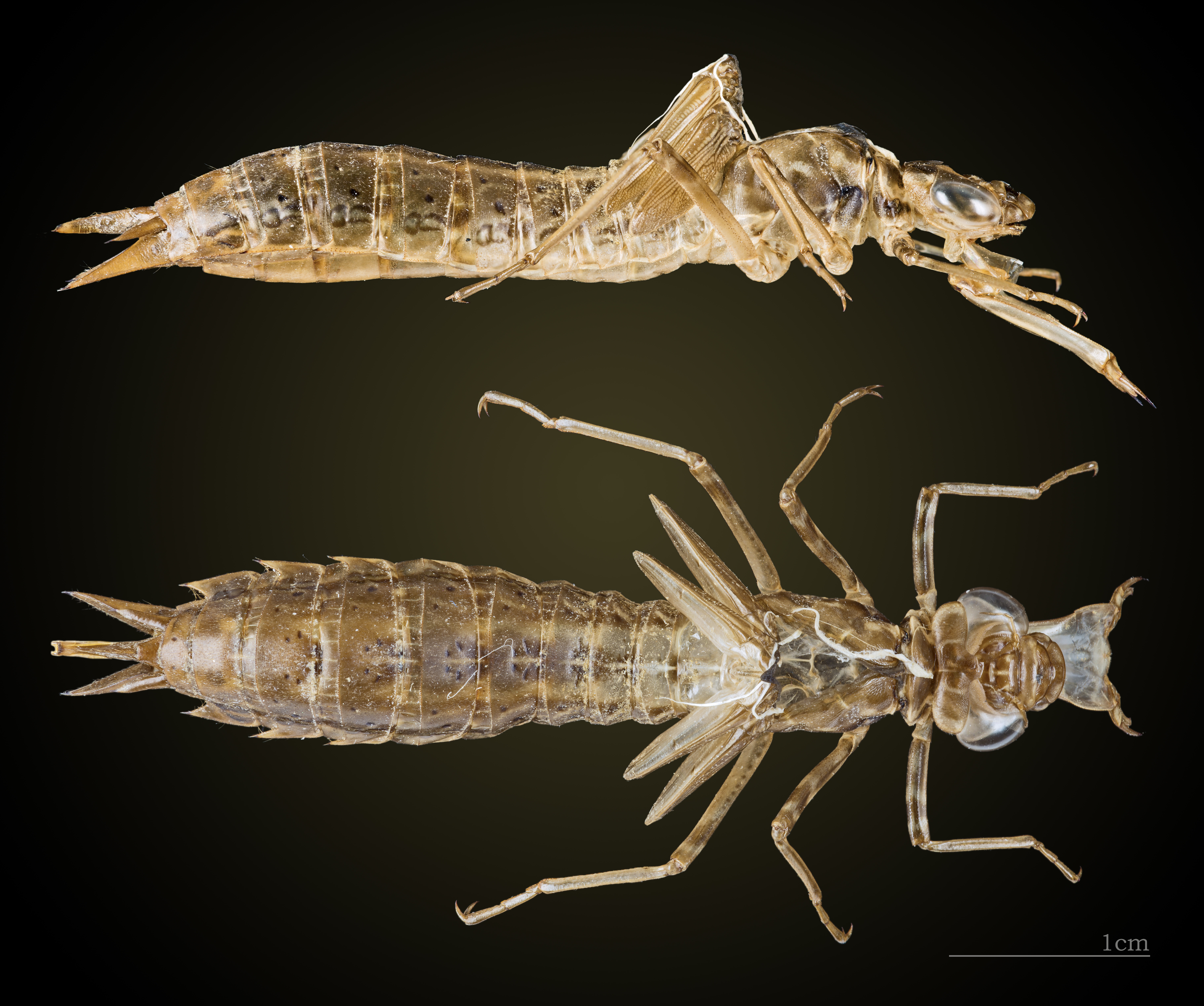
Exuvie Muséum de Toulouse
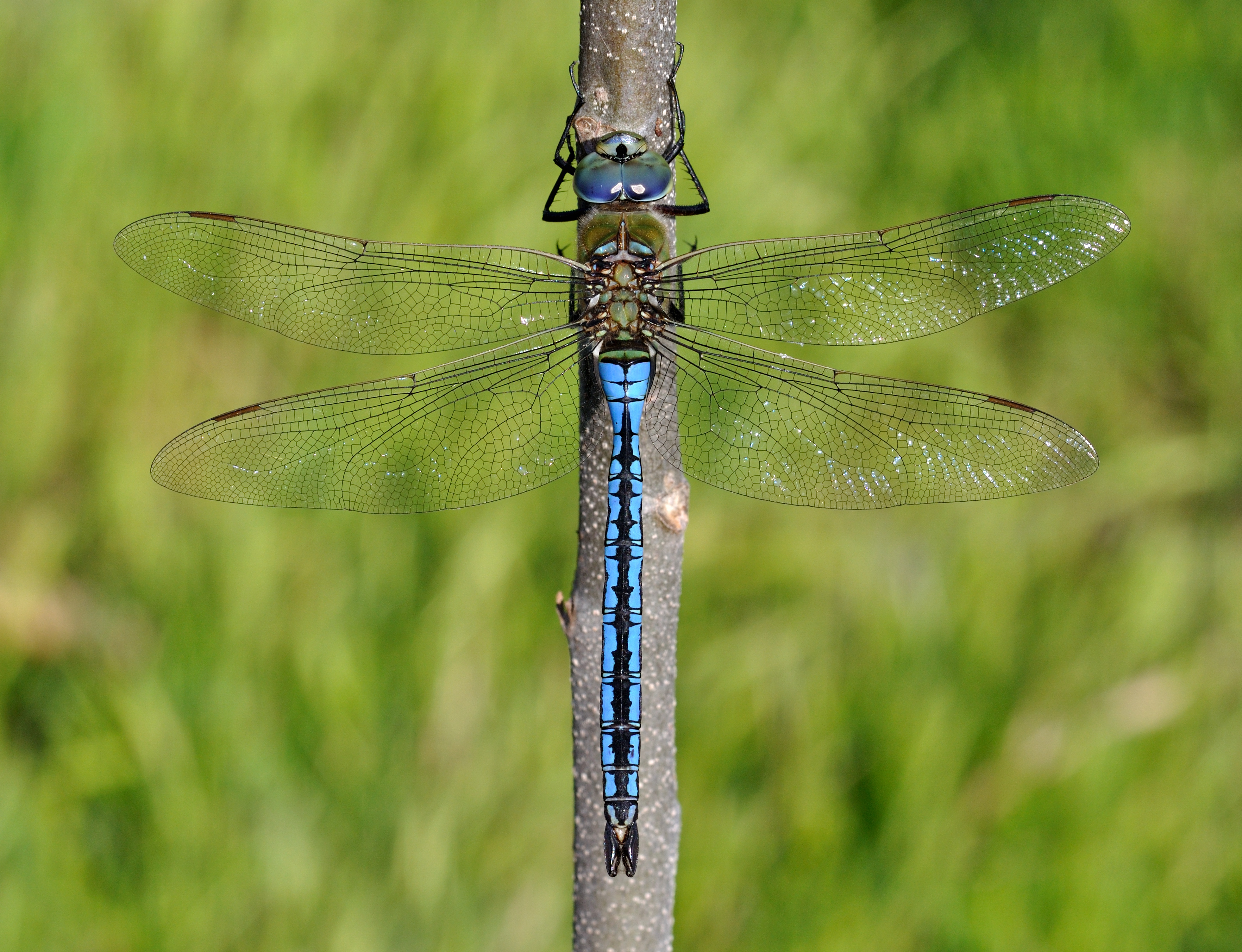
Mâle mature
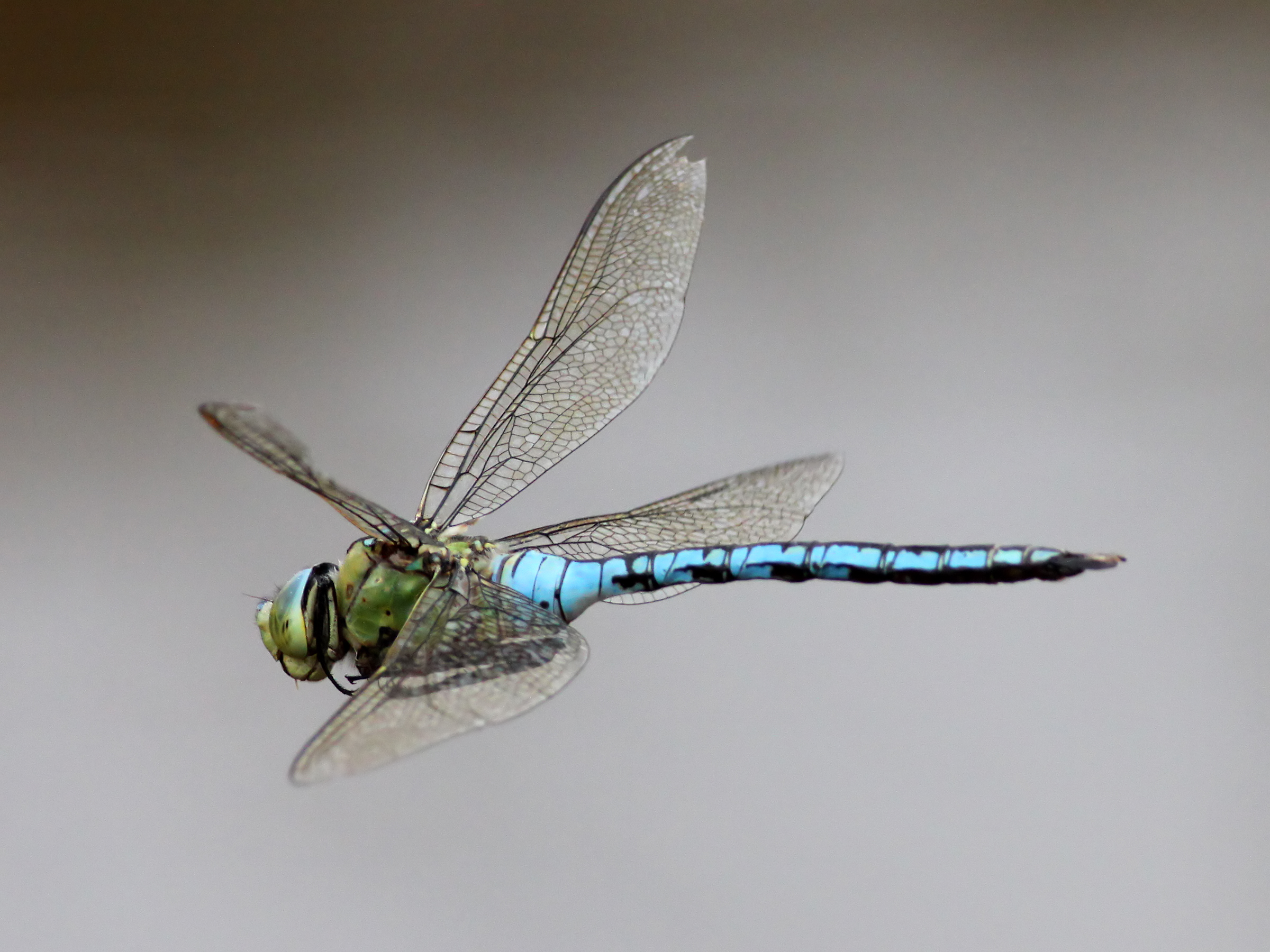
En vol
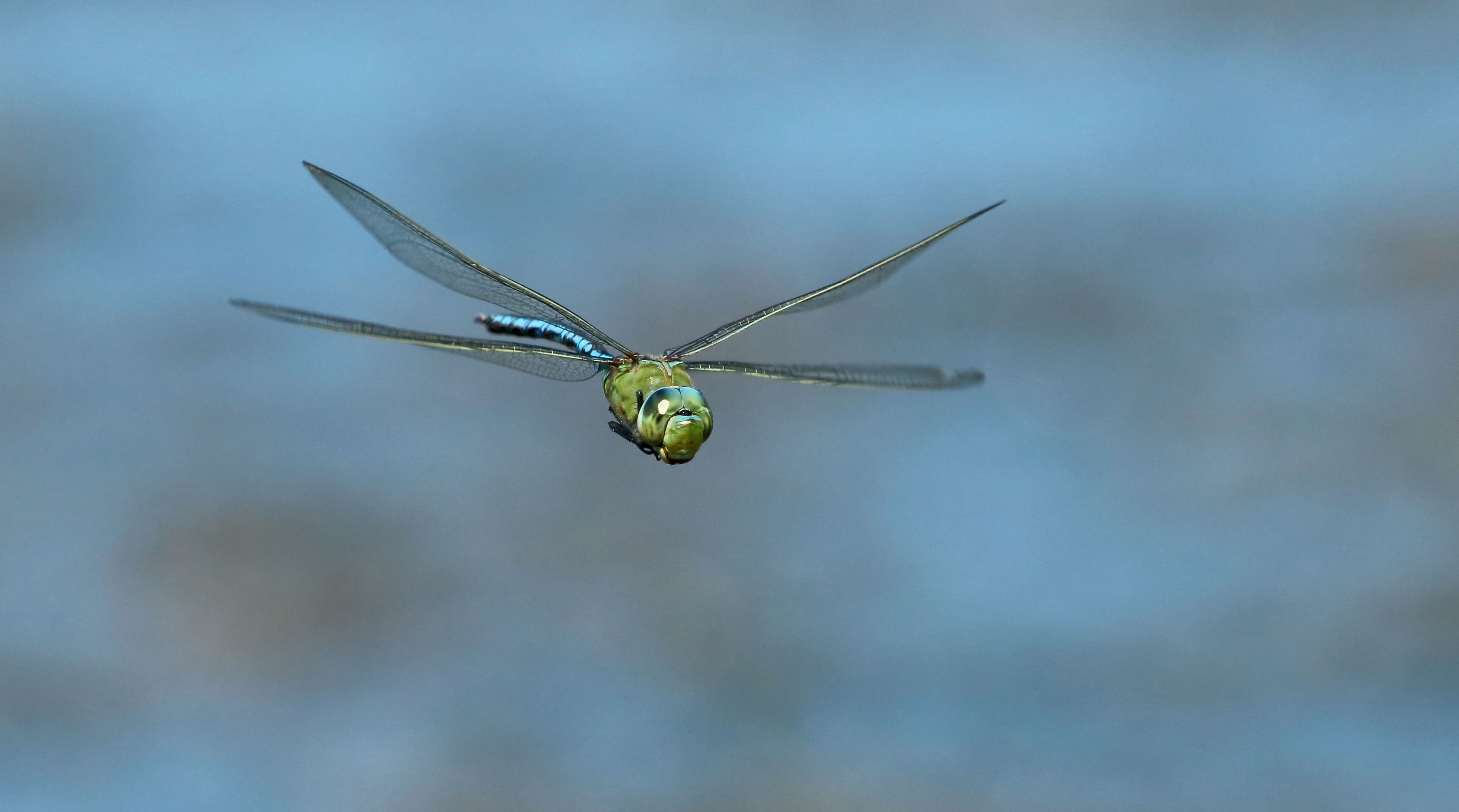

## Comportement
Le mâle vole vigoureusement aux alentours de son point d'eau des heures durant, parfois aussi au-dessus des canaux ; à la différence de la plupart des autres libellules, elle peut se poser en hauteur dans les arbres.
Les mâles sont généralement les dominants des eaux qu'ils fréquentent chassant les autres æschnes et capturant, mangeant les libellules plus petites qu'eux.
Les larves se transforment en même temps en imago, la nuit, et généralement haut perchées sur un arbre.

## Répartition
Eurasie occidentale (où l'espèce s'étend vers le nord), nord du Maghreb, toute la France continentale, Corse, Méditerranée, Caucase.

## Abondance
D'origine africaine, elle est assez commune sur la plupart des milieux stagnants (ou à courant faible) riches en végétation (et non pollués par des pesticides) en plaine surtout. Visible d'avril à octobre en Europe occidentale et centrale.
Elle a fortement régressé ou disparu des zones d'agriculture intensive.

## Protection
Pas de statut de protection pour l'espèce.
- Liste rouge des odonates de France métropolitaine (2016): LC - Préoccupation mineure
- Liste rouge européenne de l'UICN: LC - Préoccupation mineure
- Liste rouge mondiale de l'UICN: LC - Préoccupation mineure

## Reproduction

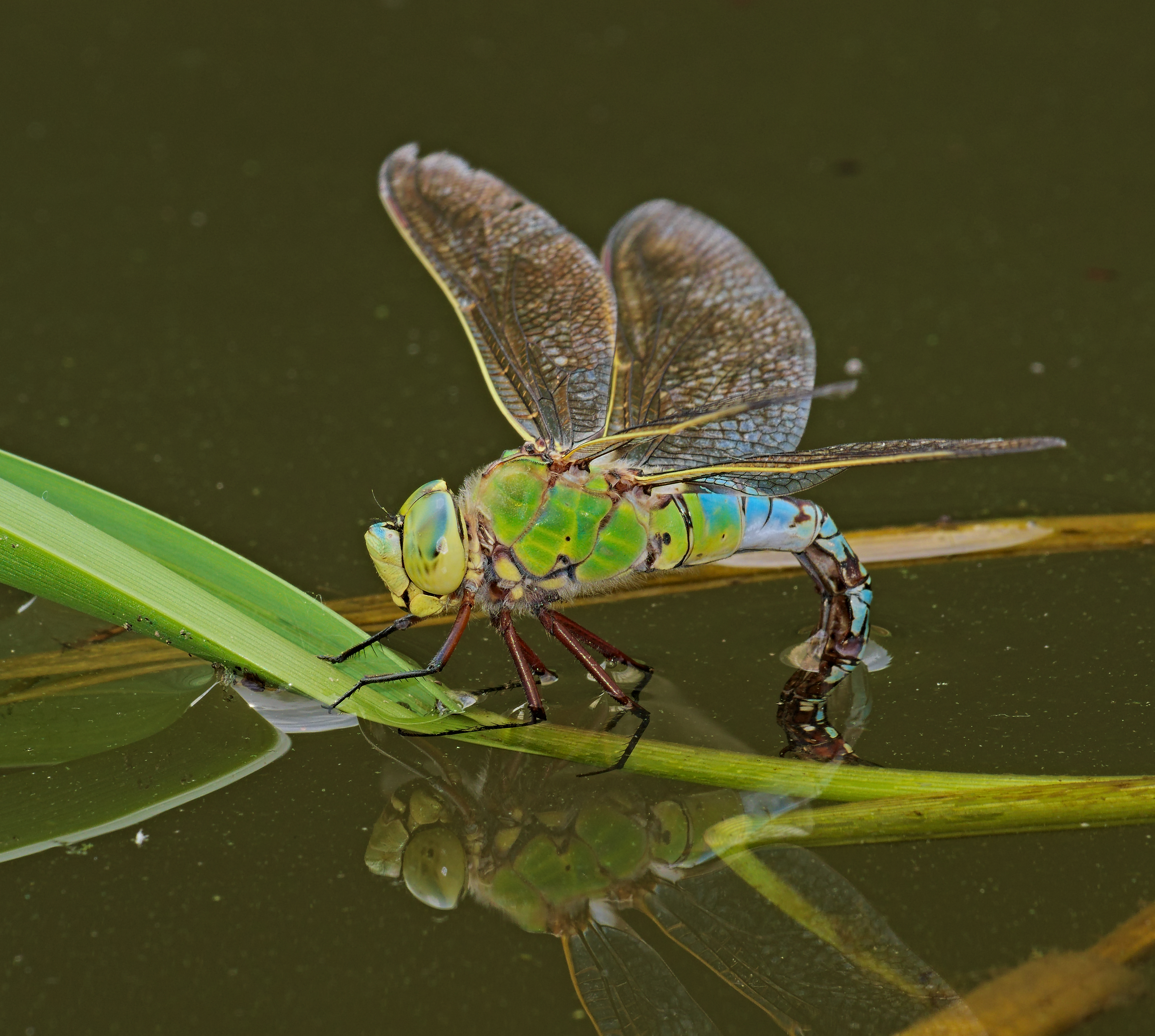
Une anax empereur en train de pondre, vers Rimbach (Hesse). Juin 2017.

Seule libellule du genre Anax à pondre seule, la femelle libère ses œufs dans des débris végétaux flottants ou les inocule dans les tiges. Ils éclosent après 3 à 6 semaines, selon la température. La larve très carnassière peut manger des mollusques ou têtards plus gros qu'elle.

## Systématique
L'espèce Anax imperator a été décrite par l’entomologiste britannique William Elford Leach en 1815.

### Synonyme
- Aeschna formosa Vander Linden, 1820
- Aeschna azurea Charpentier, 1825
- Aeschna dorsalis Burmeister, 1839
- Anax mauricianus Rambur, 1842
- Aeschna lunata Kolenati, 1856